# Мугань (посёлок)
Мугань (азерб. Muğan) — село в Муганском административно-территориальном округе Аджикабульского района Азербайджана. Второй по численности населённый пункт района, после райцентра.

## Этимология
Поселок получил название от Муганской степи, в которой расположен.

## История
Основано в 1903 году со строительством железной дороги.
В 1926 году согласно административно-территориальному делению Азербайджанской ССР поселок относился к дайре Али-Байрамлы Сальянского уезда.
Входил в Карасуинский район Азербайджанской ССР. Позже район упразднен, село вошло в состав Али-Байрамлинского района, но в 1939 году село передано в состав Кази-Магомедского района.
4 декабря 1959 года Кази-Магомедский район ликвидирован, а село передано в состав Али-Байрамлинского района.
Согласно административному делению 1961 года поселок при ж/д станции Мугань входил в Кази-Магомедский городской совет Али-Байрамлинского района Азербайджанской ССР, а с 4 января 1963 года поселок Мугань вместе с Кази-Магомедским городским советом подчинен городу Али-Байрамлы. 27 января 1975 года поселку Мугань присвоен статус поселка городского типа.
24 апреля 1990 года пгт передан в состав новообразованного Аджикабульского района.
В 1999 году в Азербайджане была проведена административная реформа и внутри Муганского административно-территориального округа был учрежден Муганский муниципалитет Адижкабулського района.

## География
Мугань расположен на берегу Верхне-Ширванского канала.
Село находится в 13 км от райцентра Аджикабул и в 126 км от Баку. Через поселок проходит дорога международного значения Баку—Алят—Тбилиси. В селе расположена железнодорожная станция.
Село находится на высоте 15 метров ниже уровня моря.

## Население
| Численность населения | Численность населения | Численность населения | Численность населения |
| 1979                  | 1989                  | 1999                  | 2009                  |
| --------------------- | --------------------- | --------------------- | --------------------- |
| 2717                  | ↗2941                 | ↗4210                 | ↗4755                 |

## Климат
| Показатель                                             | Янв. | Фев. | Март | Апр. | Май  | Июнь | Июль | Авг. | Сен. | Окт. | Нояб. | Дек. | Год  |
| ------------------------------------------------------ | ---- | ---- | ---- | ---- | ---- | ---- | ---- | ---- | ---- | ---- | ----- | ---- | ---- |
| Средний суточный максимум, °C                          | 6,5  | 7,2  | 10,4 | 18,0 | 23,8 | 28,8 | 32,1 | 32,4 | 27,0 | 20,5 | 16,4  | 8,9  | 19,4 |
| Средняя температура, °C                                | 3,2  | 3,9  | 6,6  | 13,2 | 18,5 | 23,4 | 26,4 | 26,3 | 21,9 | 16,2 | 12,5  | 5,4  | 14,8 |
| Средний суточный минимум, °C                           | −0,1 | 0,6  | 2,9  | 8,5  | 13,3 | 18,1 | 20,8 | 20,2 | 16,9 | 11,9 | 8,7   | 1,9  | 9,8  |
| Норма осадков, мм                                      | 24   | 25   | 32   | 41   | 28   | 21   | 10   | 10   | 20   | 35   | 30    | 26   | 302  |
| Источник: http://en.climate-data.org/location/992259/6 |      |      |      |      |      |      |      |      |      |      |       |      |      |

Среднегодовая температура воздуха в поселке составляет +14,8 °C. В селе полупустынный климат.

## Инфраструктура
В советское время в селе располагались школа, библиотека, клуб и ПТУ.
В селе расположены почтовое отделение, средняя школа, дом культуры, библиотека, врачебный пункт, мечеть.